# Pintor de Príamo

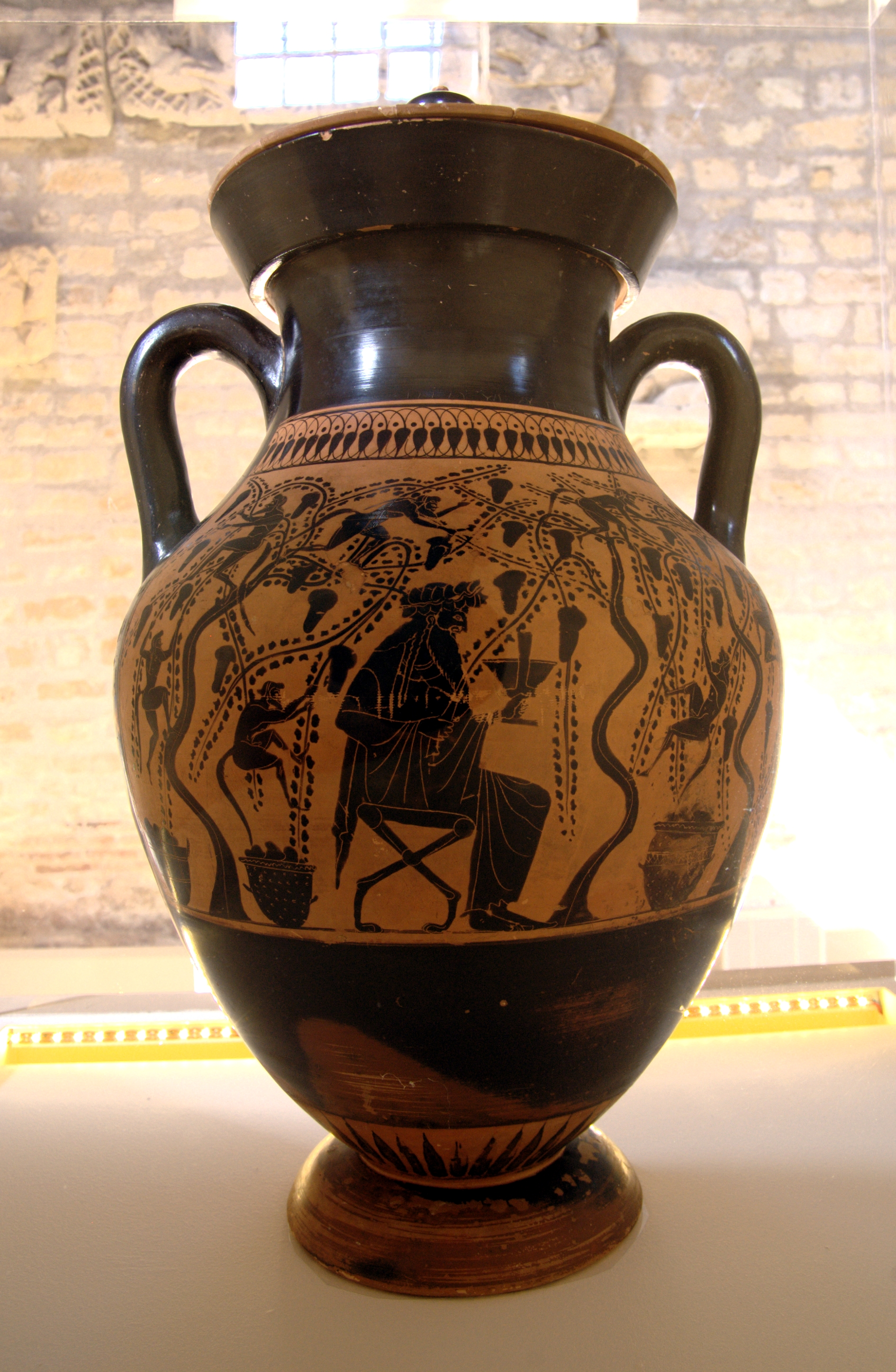
Ánfora del Pintor de Príamo, que representa a Dioniso y sátiros en un viñedo. Finales del Roma: Museo Nazionale di Villa Giulia.

El Pintor de Príamo fue un pintor de vasos en la técnica de figuras negras, activo en Atenas a finales del siglo VI a. C.
Se le considera uno de los pintores más hábiles y productivos de su época. Algunos eruditos tienen una opinión tan alta de él que establecen una conexión con el Pintor de Antimenes del Grupo de Leagro. Su rango de temas es bastante limitado, pero su ejecución es muy detallada, imaginativa e indica una gran habilidad compositiva. Sus motivos más frecuentes son carreras de carros en presencia de Atenea y Heracles, así como escenas ambientadas en fuentes públicas. Estas elecciones se han interpretado como indicativas del apoyo de la dinastía Pisistrátida, ya que esa familia gobernante se identificaba especialmente con Atenea y había construido varias casas fuente en la ciudad. Según esta interpretación, los vasos deben haber sido producidos poco antes de que los Pisistrátidas fueran expulsados de Atenas en el 510 a. C. 
Estilísticamente, el pintor del Príamo está cerca del Pintor de Rycroft.